# La Chapelle-Launay
La Chapelle-Launay é uma comuna francesa na região administrativa do País do Loire, no departamento de Loire-Atlantique. Estende-se por uma área de 24.82 km². Em 2010 a comuna tinha 3 157 habitantes (densidade: 127,2 hab./km²).